# Hamada (pistola)
La pistola automàtica Hamada o Hamada Tipus 1 (en japonès: 浜田式 (Hamada shiki)) era una pistola semiautomàtica que va començar a desenvolupar-se en 1941 per a ser utilitzada per l'Imperi Japonès durant la Segona Guerra Mundial. Desenvolupada per Bunji Hamada, la pistola va prendre el seu disseny inicial de la Browning Model 1910. La producció es va dur a terme en la Companyia Japonesa d'Armament, amb només canvis mínims durant la seva producció i la guerra.
Vuit models de producció es van dur a terme durant la producció d'aquesta pistola, amb tots els canvis fets a finals de 1942 i principis de 1943. La producció de la pistola Hamada va finalitzar en febrer de 1944.

## Història
La importació de pistoles no japoneses va parar en 1941, incrementant la necessitat per a la producció domèstica, i nacionalitzant completament tots els materials necessaris per a la producció de pistoles i altres armes. Sense poder continuar produint armes de caça, Bunji Hamada va fundar la Companyia d'Armes Japoneses (del japonès: 日本銃器株式会社 (Nippon Juki Kabushiki Gaisha)) i van començar amb la producció de la pistola tipus Hamada. Inicialment, la Hamada Tipus 1 va ser designada com una pistola més barata i fiable que la Pistola Nambu de dotació oficial, la qual tenia mala reputació entre les forces militars japoneses. La pistola va ser dissenyada com una còpia de la Browning Model 1910 i calibrada per a utilitzar la munició de 7,65 mm Browning, ja que armes europees i americanes de petit calibre eren populars entre els oficials japonesos. Aproximadament cinc prototips per la pistola Hamada van ser produïts i provats per l'Oficina del Cap d'Armament abans de l'aprovació de la seva entrada en servei en 1941.
La pistola Hamada no portava la designació tradicional de Tipus 1 (en japonès: 一式 (Isshiki)), la qual utilitzava el calendari japonès per a dotar de nom les armes japoneses, com el Fusell Tipus 99 o el Revòlver Tipus 26, a pesar de ser adoptada oficialment en 2601. La majoria de les pistoles Hamada van ser enviades a l'Exèrcit Imperia Japonès de la Xina, amb algunes unitats sent enviades al Pacífic Sud. Tots els historials de producció van ser destruïts durant la Segona Guerra Mundial, durant els Raids Aeris en el Japó. Es creu que es van produir entre 4.500 i 5.000 pistoles abans que la seva producció finalitzés en febrer de 1944.

## Disseny
La pistola Hamada era una pistola operada per Blowback i era funcionalment una còpia de la Browning Model 1910. La diferència més gran en el disseny entre la pistola Hamada i la Browning Model 1910 era el canvi de les parts del canó destinades a subjectar-lo. El disseny de la muntura del pin detonador i el bloquejador del forrellat van ser modificats i van obtenir patents en 1943. La Pistola Hamada va mantenir una gran qualitat durant la seva producció, ja que el pavonat de l'arma era de molt bona qualitat. El segur de l'arma, la part posterior del forrellat i l'extractor eren escalfats a altes temperatures, fins a obtenir un color entre vermell i marró, el canó, el detonador i els mecanismes de disparament es polien abans de ser muntats, donant-los un color metàl·lic.

## Variants
Avui en dia es conserven vuit variants de les pistoles Hamada, totes amb petites diferències entre elles i totes aquestes pistoles sent produïdes entre ens números de sèrie 2.214 i 2.959. La petita diferència de models entre les pistoles trobades és degut principalment a la poca quantitat de pistoles Hamada que van ser assignades a la Campanya del Pacífic, on els soldats dels EUA recollien algunes armes com a regals i records. El nombre de dentadures trobades en la part posterior a l'arma era per diferenciar entre les diferents variants de l'arma, ja que rondaven entre 6 i 7 ranures, de la primera i segona variant respectivament, cosa que va tornar a reduir-se a 6 quan es van produir les terceres variants. L'empunyadura de l'arma estava feta de nou i disposava d'un patró de quadres al costat del disseny de la vora, cosa que es va simplificar a patrons rotatius mes simples entre les variants 3 i 4. El número de sèrie de l'empunyadura va ampliar la seva mida entre les variants 4 i 5. Les identificacions del forrellat de l'arma eren discontinus entre les variants 5 i 6 amb el morro del forrellat sent simplificat entre les variants 6 i 7. Les fletxes de desmuntat impreses en el forrellat, permetien desmuntar el forrellat de l'arma quan s-alineaven.

## Pistolera
Les pistoleres dotades a usar la pistola Hamada eren principalment fetes de cuir de vaques i contenien uns tancadors fabricats de metall negre. Com la pistola Hamada utilitzava un gran i llarg carregador de 9 projectils, pistoleres d'armes similars, com les de la Browning Model 1910 no podien ser utilitzades per a portar la pistola Hamada.